# Maud (skib)
Maud er et specialfartøj bestilt af Roald Amundsen til hans anden ekspedition til Arktis. Polarskuden Maud blev bygget hos bådebygger Chr. Jensen i Vollen, Asker, Norge. Hun blev konstrueret og bygget specielt til Amundsens ekspedition gennem Nordøstpassagen. Vraget er nu bugseret tilbage til Oslofjordmuseet i Vollen og ligger for tiden til konservering, så det efterfølgende kan blive en del af museets udstilling.

## Tjeneste
Skibet blev søsat i juni 1917 og døbt af Amundsen selv, ved at han knuste en isklump mod skibssiden:
| „ | Det er ikke min akt å håne den edle drue. Men allerede nå skal du få føle litt av ditt rette element. For isen er du bygget, og i isen skal du tilbringe din beste tid, og der skal du løse din oppgave. Med vår dronnings tillatelse døper jeg deg Maud. | “ |

Mens de to andre polarskibe, Gjøa og Fram er godt bevaret for eftertiden i det historiske, maritime miljø på Bygdøy, fik Maud en anden og langt mindre glorværdig skæbne. Hun endte sine dage som vrag på en strandkant i Cambridge Bay på sydsiden af Victoria Island i det nordlige Canada.
Efter gennemsejlingen af Nordøstpassagen, som forløb med adskillige hindringer og forsinkelser fra 1918 til 1924, endte Maud i Nome i Alaska i august 1925, og blev solgt af Amundsens kreditorer. Køberen var Hudson's Bay Company, som gav den nyt navn, Baymaud, og brugte skibet til transport langs nordvestkysten af USA og Canada. Efter en tid blev hun reduceret til radiostation og varelager. Baymaud sank i sine fortøjninger, med dele af skroget synligt. Den nedsunkne del af skroget er forholdsvist velbevaret.

## Vragets skæbne
Der var fra tid til anden røster om at bjerge resterne og bringe dem tilbage til Norge, men hver gang forslaget blev fremsat, endte det som en praktisk og økonomisk umulig affære. I 1990, da Asker kommune købte skibet fra Hudson's Bay Company for en dollar, blev det estimeret, at det ville koste 177.500.000 danske kroner at sætte vraget i stand og få det transporteret til Norge.
Det blev den 13. april 2011 kendt at Tandberg Eiendom AS, som umiddelbart før havde købt handelstedet Vollen i Asker ved Oslo, vil hente Maud tilbage til Vollen. Sommeren 2016 blev skroget hævet i Cambridge Bay. Planen var at slæbe skibet til Norge via den russiske Nordøstpassage, på prammen «Jensen» i august 2017. Ekspeditionen fik ingen tilladelse, og ville i stedet gå via Nordvestpassagen og Grønland.
Slæbet fra Cambridge Bay begyndte den 1. september 2017 da isforholdene var gunstige. Slæbet overvintrede ved Aasiaat i Diskobugten. Vraget blev slæbt over Atlanterhavet i sommeren 2018. Via Bergen og Arendal ankom «Maud» den 18. august 2018 til Vollen, hvorfra det afsejlede for 100 år siden. Planen er at "Maud" skal udstilles på Oslofjordmuseet samme sted.

## Galleri
- Vraget af Maud i Cambridge Bay (Victoria Island) i 1998.
- Maud bjerget i 2016.
- Maud slæbes gennem Bellotstrædet mod Grønland i 2017.
- Tandberg Polar slæber Maud gennem Bellotstrædet mod Grønland i 2017.